# Discriminatiewetgeving in Nederland
Discriminatie, meer specifiek het verbod daarop, wordt in meerdere Nederlandse wetten geregeld.

## Soorten wetgeving
In artikel 1 van de grondwet wordt het de overheid verboden om te discrimineren.
Voor burgers worden in het Wetboek van Strafrecht enkele specifieke vormen van discriminatie strafbaar gesteld. Daarnaast worden in andere specifieke wetboeken nog vormen van discriminatie beschreven die alleen burgerrechtelijke consequenties hebben. Bij dat laatste moet onder meer gedacht worden aan het onverbindend verklaren van een contract of het ontstaan van een schadevergoedingsplicht.

### Grondwet
Artikel 1 van de Nederlandse Grondwet luidt: "Allen die zich in Nederland bevinden, worden in gelijke gevallen gelijk behandeld. Discriminatie wegens godsdienst, levensovertuiging, politieke gezindheid, ras, geslacht, handicap, seksuele gerichtheid of op welke grond dan ook, is niet toegestaan".
Bij de invoering van dit grondwetsartikel is mede een horizontale werking beoogd. Dit houdt in dat het artikel niet alleen van toepassing is op de relatie tussen overheid en burger, maar ook op particulieren onderling. De werking van de Grondwet wordt beperkt door het toetsingsverbod van artikel 120.
Sinds de totstandkoming van de huidige formulering in 1983 is het driemaal voorgekomen dat een politicus voorstelde dit artikel te schrappen (Hans Janmaat, Pim Fortuyn en Geert Wilders). Ook de SGP heeft haar kanttekeningen bij de huidige formulering.

### Strafrecht
De strafrechtelijke definitie van discriminatie wordt gegeven in artikel 90quater van het Wetboek van Strafrecht: "Onder discriminatie of discrimineren wordt verstaan elke vorm van onderscheid, elke uitsluiting, beperking of voorkeur, die ten doel heeft of ten gevolge kan hebben dat de erkenning, het genot of de uitoefening op voet van gelijkheid van de rechten van de mens en de fundamentele vrijheden op politiek, economisch, sociaal of cultureel terrein of op andere terreinen van het maatschappelijk leven, wordt tenietgedaan of aangetast".
Daarnaast bestaat in het Wetboek van Strafrecht het artikel 429quater, dat de burgers verbiedt om elkaar in bepaalde situaties en op een aantal met name vermelde gronden, te discrimineren. Deze gronden worden in artikel 429quarter genoemd en zijn: ras, godsdienst, levensovertuiging, geslacht (seksisme, misogynie of misandrie), en seksuele geaardheid.
Artikel 429quater luidt:
1. Hij die in de uitoefening van een beroep of bedrijf personen discrimineert wegens hun ras, hun godsdienst, hun levensovertuiging, hun geslacht, of hun hetero- of homoseksuele gerichtheid wordt gestraft met hechtenis van ten hoogste twee maanden of geldboete van de derde categorie.
2. Met dezelfde straf wordt gestraft hij wiens handelen of nalaten in de uitoefening van een ambt, beroep of bedrijf zonder redelijke grond, ten doel heeft of ten gevolge kan hebben dat ten aanzien van personen met een lichamelijke, psychische of verstandelijke handicap de erkenning, het genot of de uitoefening op voet van gelijkheid van de rechten van de mens en de fundamentele vrijheden op politiek, economisch, sociaal of cultureel terrein, wordt tenietgedaan of aangetast.

In dit artikel wordt dus niet discriminatie 'op welke grond dan ook' verboden, zoals in artikel 1 van de grondwet is opgenomen, maar wordt discriminatie slechts strafbaar gesteld als dit "in de uitoefening van een beroep of bedrijf" gebeurt en dan nog alleen als dit gebeurt op grond van vijf specifiek vermelde gronden.
Discriminatie op grond van handicap is in 2005 middels het tweede lid afzonderlijk strafbaar gesteld. Het oude tweede lid, waarin een uitzondering werd gemaakt voor voorkeursbehandeling, is in 1991 komen te vervallen. Discrimineren, waar het eerste lid het over heeft, is immers, aldus de toelichting op deze wijziging, altijd iets negatiefs. Derhalve is een voorkeursbehandeling van gediscrimineerde groepen (ook wel positieve discriminatie genoemd,) als deze op redelijke grond is gebaseerd, geoorloofd.
Naast het meer algemene artikel 429quater zijn er dan nog de artikelen 137c tot en met 137g, die een aantal specifieke vormen van discriminatie, of daaraan verwant gedrag, afzonderlijk strafbaar stellen. Het betreft hier misdrijven en de strafbare gedragingen in deze groep artikelen kunnen door een ieder, dus niet alleen zij die hun beroep uitoefenen, gepleegd worden. Verder geldt voor deze specifieke artikelen dat opzet op de discriminatie telkens een vereiste is.
- 137c: belediging van een bevolkingsgroep,
- 137d: aanzetten tot haat of tot discriminatie ten aanzien van een bevolkingsgroep,
- 137e: openbaring en verspreiding van beledigend materiaal,
- 137f: deelnemen aan en steunen van discriminerende activiteiten,
- 137g: opzettelijke discriminatie wegens ras in ambt, bedrijf of beroep; (hier zwaarder bestraft, dan in 429quater, dat geen opzet vereist).

De artikelen 137c t/m 137e en 137g hebben alle een tweede lid dat bepaalt dat er reden voor strafverzwaring is indien het misdrijf wordt gepleegd door iemand die daarvan zijn beroep of gewoonte maakt, dan wel de discriminatie door twee of meer verenigde personen geschiedt.
Voor de wettekst van deze artikelen, zie ook s:Discriminatiewetgeving Nederland.

### Burgerlijk recht
Bovendien bestaan er in Nederland nog een aantal speciale 'anti-discriminatie' wetten, die bepaalde vormen van discriminatie in vooral het economisch maatschappelijke verkeer (bijvoorbeeld contracten) willen bestrijden. In het Nederlandse burgerlijk recht bestaan geen straffen of boetes. Wel kan op grond van bepalingen in deze wetten voor degene die discrimineert een verplichting ontstaan een schadevergoeding aan de gediscrimineerde te betalen.
- Wet gelijke behandeling mannen en vrouwen (1980)
- Algemene Wet Gelijke Behandeling of AWGB (1994), op grond waarvan de Commissie Gelijke Behandeling (CGB) is ingesteld.
- Wet onderscheid arbeidsduur (1996)
- Wet gelijke behandeling op grond van handicap of chronische ziekte (2003)
- Wet gelijke behandeling op grond van leeftijd bij de arbeid (2003)

In deze wetten worden naast de reeds door de strafwet verboden discriminatiegronden nog een aantal andere gronden genoemd waarop niet gediscrimineerd mag worden. Het gaat dan om iemands politieke gezindheid, nationaliteit, burgerlijke staat, handicap of chronische ziekte (validisme) en specifiek in arbeidsrelaties ook leeftijd.

### Internationaal recht
Naast Nederlandse wetten gelden de internationale verdragen. Deze verdragen hebben 'supranationaal' gezag, wat inhoudt dat ze hoger in rang zijn dan de nationale wetten. Ook in onderstaande verdragen zijn bepalingen opgenomen die discriminatie verbieden.
- Internationaal Verdrag inzake de uitbanning van alle vormen van rassendiscriminatie
- Verdrag betreffende discriminatie in arbeid en beroep
- Verdrag nopens de bestrijding van discriminatie in het onderwijs
- Europees Verdrag voor de Rechten van de Mens, inzonderheid artikel 14
- Internationaal Verdrag inzake Burgerrechten en Politieke Rechten
- Internationaal Verdrag inzake Economische, Sociale en Culturele Rechten